# Dimitar Fingow
Dimitar Georgiew Fingow (auch Dimitar Georgiev Fingov oder Dimităr Georgiev Fingov, bulgarisch Димитър Георгиев Фингов; * 21. September 1906 in Sofia, Bulgarien; † 27. November 1983 in Düsseldorf) war ein bulgarisch-deutscher Architekt. Dimitar Fingow war ein Anhänger der modernen Architektur.
Der bulgarisch-österreichische Architekt Georgi Fingow ist der Vater von Dimitar Fingow, der selbst nach seinem Großvater Dimitar benannt wurde. Sein Großvater Dimitar Fingow (1840–1912) zählte zu den bulgarischen Aufklärer. Er erhielt zusammen mit Rajko Schinsifow, Nikola Deliiwanow, Konstantin Stanischew, Georgi Stamenow, Andrej Stojanow und weitere ein Weiterbildungsstipendium des Bulgarischen Kuratoriums von Odessa und absolvierte zusammen mit ihnen das Theologische Seminar in Kiew und ein Studium der Philologie an der Historisch-Philologischen Fakultät der Moskauer Universität. Damit gehörte er zu den ersten Bulgaren der Neuzeit mit einem universitären Abschluss. Später war er Lehrer einiger der berühmtesten Persönlichkeiten dieser Epoche und war auch mit einigen von ihnen, wie der Revolutionär Christo Botew und der Schriftsteller Iwan Wasow, befreundet.
Nach der Machtübernahme der Kommunisten in Bulgarien nach dem Ende des Zweiten Weltkrieges lehnte Dimitar Fingow (der Jüngere) den verordneten stalinistischen Stil in Architektur und Stadtplanung ab. Aus diesem Grund wurde er von der staatlichen Sofproekt entlassen. 1958 besuchte er seine Schwester in Leipzig und emigrierte im gleichen Jahr nach Düsseldorf. Dort gründete er ein Entwurfsbüro und erhielt bereits 1959 Anerkennung durch ein Kooperationsangebot von Petersen & Köngeter Co. In Bulgarien wurde er als „Volksfeind“ verurteilt und durfte nicht zurückkehren.

## Werk (Auswahl)
- 1933: überdachter Markt in Sliwen (mit Assen Stoitschkow; 1. Preis in einem Architekturwettbewerb)
- 1974: Gebäude der Feldmühle AG in Plochingen